# Akamatsu Katsumaro

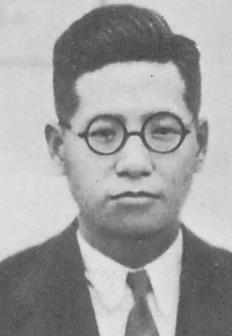
Akamatsu

Akamatsu Katsumaro (japanisch 赤松 克麿; geboren 4. Dezember 1894 in der Präfektur Yamaguchi; gestorben 13. Dezember 1955) war ein japanischer Sozialdemokrat, dann ein Nationalsozialist der Shōwa-Zeit.

## Leben und Werk
Akamatsu Katsumaro war während seines Studiums an der Universität Tokio einer der Gründer der politisch aktiven Studentengruppe Shinjin-kai. Nach seinem Universitätsabschluss arbeitete er als Journalist für die Zeitung „Tōkyō Keizai Shimpō“ (東京経済新報), wechselte aber 1921 dann in die Führung der „Nihon Rōdō Sōdōmei“ (日本労働総同盟), also der „Arbeitervereinigung Japans“. 1922 schloss er sich der gerade gegründeten Kommunistischen Partei an, war dann 1926 an der Gründung der „Shakai Minshū-tō“, der „Sozialistischen Volkspartei“ beteiligt. Er wurde 1930 Generalsekretär der Partei, wandte sich aber bereits ab 1931 einem  rechtslastigen Sozialismus zu.
1932 betrieb Akamatsu die Gründung der „Nihon Kokka Shakaitō“ (日本国家社会党), also der „Nationalsozialistischen Partei Japans“ und im nächsten Jahr die Kokumin Kyōkai (国民協会), etwa „Staats-/Nationalbürgervereinigung“. Er wurde 1937 im Fünfmandatswahlkreis Hokkaidō 4 ins Abgeordnetenhaus gewählt, das Unterhaus des Reichstags, wo er sich an der Etablierung der „Nihon Kakushintō“ (日本革新党), etwa „Japanische Reformpartei“ beteiligte.
Während des Pazifikkriegs leitete er die Planungsabteilung der Yokusan seijikai (翼賛政治会), parlamentarische & Wahlkampforganisation und in beiden Kammern des Reichstags Einheitsfraktion der Taisei Yokusankai. Nach dem Krieg wurde er durch die Besatzungsmächte von jeder offiziellen politischen Betätigung ausgeschlossen.

## Publikationen
- Geschichte der Entwicklung der Arbeiterbewegung (日本労働運動発達史, Nihon rōdō hattatsu-shi), 1925.
- Geschichte der sozialistischen Bewegung (日本社会運動史, Nihon shakai undō-shi), Verlag Iwanami, 1952.
- Wehmütige Gedanken zum Fernen Osten – Absturz der gegenwärtigen Zivilisation (東洋への郷愁―近代文明の没落, Tōyō eno kyōshū – kindaibummei no botsuraku), 1953.